# María Teresa Blandón
María Teresa Blandón Gadea (Matiguás, 1961) es una socióloga nicaragüense, feminista y exguerrillera revolucionaria.

## Biografía
Blandón nació en Matiguás, un pueblo del norte de Nicaragua y desde muy joven comenzó a trabajar con los campesinos de esa zona. A los 17 años se involucró en la Revolución Sandinista, luchando como guerrillera revolucionaria en el campo. Durante e inmediatamente después de la guerra  estableció una identidad feminista y se empeñó en promover los derechos de la mujer. Después de la guerra, Blandón trabajó en un sindicato agrícola, dando conferencias sobre sexualidad, género y violencia contra la mujer. Comenzó a dedicarse a promover los derechos reproductivos de las mujeres. En colaboración con otras feministas centroamericanas, Blandón fundó el programa feminista La Corriente, una organización destinada a promover el pensamiento feminista, que actualmente sigue en funcionamiento.
Posee un Máster en Género y Perspectiva de Desarrollo de la Universidad de Barcelona y también posee un Postgrado en Educación con Enfoque de Género en la Universidad Centroamericana de Managua y es consultora en política de género y desarrollo.
El 4 de mayo de 2022 la personería jurídica del Programa Regional Feminista La Corriente, encabezada por Blandón, fue anulada y sus instalaciones fueron confiscadas, argumentando un supuesto incumplimiento de las leyes vigentes por el régimen de Ortega. En septiembre de 2022 le fue negada la entrada a Nicaragua, como represalía a su activismo feminista.
Vive exiliada en Costa Rica.